# Blue Valentine
Blue Valentine är den amerikanska musikern Tom Waits sjätte album, utgivet 1978. 
Skivan utgör en viktig brytpunkt i Waits karriär. Här har hans tidigare inriktning på jazz i hög grad övergivits, till förmån för en hårdare, bluesbaserad stil, med mer framträdande elgitarrer och slagverk. Liksom i den följande skivan Heartattack and Vine varieras dock dessa råare sånger med sentimentala ballader, vilket skapar ett slags kontrastverkan.

## Låtlista
Låtarna skrivna av Tom Waits, där inget annat namn anges.
1. "Somewhere" (Leonard Bernstein, Stephen Sondheim) - 3:52
2. "Red Shoes by the Drugstore" - 3:14
3. "Christmas Card From a Hooker in Minneapolis" - 4:33
4. "Romeo Is Bleeding" - 4:52
5. "$29.00" - 8:15
6. "Wrong Side of the Road" - 5:14
7. "Whistlin' Past the Graveyard" - 3:17
8. "Kentucky Avenue" - 4:49
9. "A Sweet Little Bullet From a Pretty Blue Gun" - 5:36
10. "Blue Valentines" - 5:50